# ブガッティ

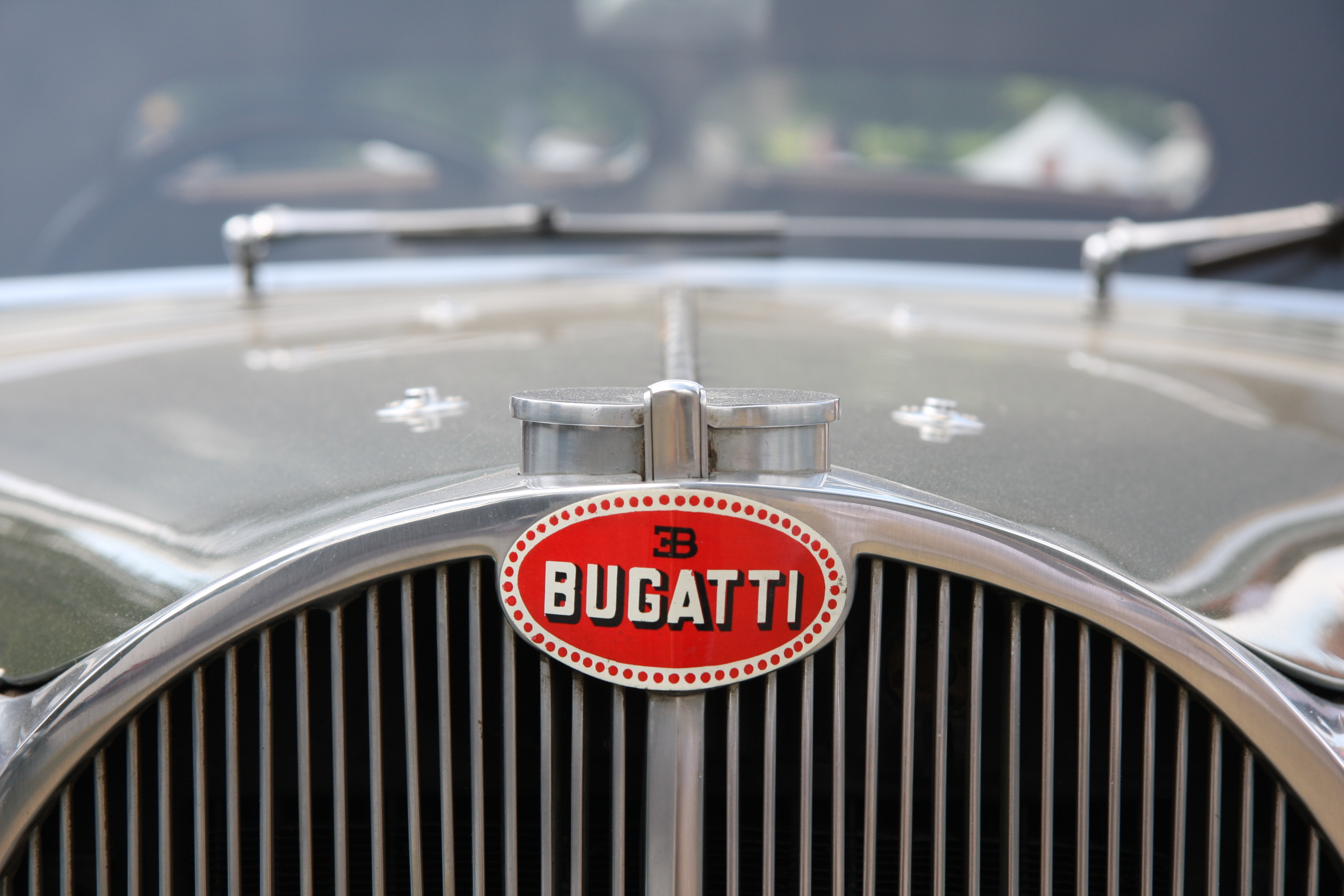
馬蹄形グリルに取り付けられたエンブレム

ブガッティ（Bugatti）は、イタリアおよびフランスにルーツを持つ、以下の3社が掲げている自動車のブランド名である。
1. 1909年、イタリア出身の自動車技術者、エットーレ・ブガッティがアルザス（当時ドイツ領、1919年〜1940年と1945年以降はフランス領）に設立した自動車会社。1963年にイスパノ・スイザ社に吸収合併されるまで、主に高性能スポーツカーやレースカーを製造していた。
2. 1987年、イタリアの実業家、ロマーノ・アルティオーリ（英語版）が1.の復活を掲げてモデナ（イタリア）に設立した自動車会社。スーパーカー「EB110」を発売した後、1995年に経営破綻した。
3. 1998年、ドイツのフォルクスワーゲンAGが2.から商標権を買い上げ、1.の創業地アルザス（フランス）に設立した自動車会社。現在まで「ブガッティ」のブランドで自動車の製造・販売を行っている。ブガッティ・オトモビルを参照。

本項では、1.および2.について解説する。

## ブガッティ

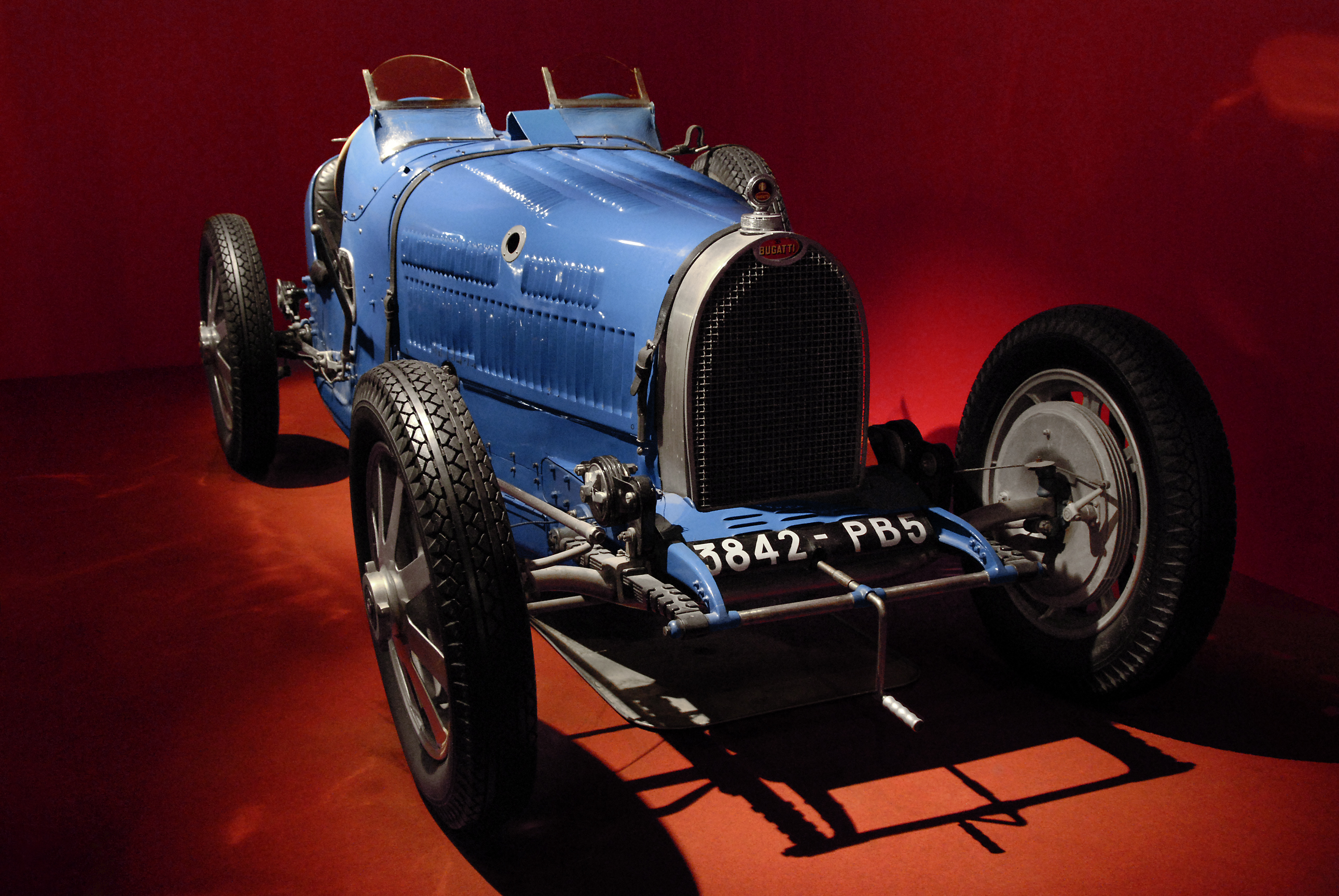
タイプ35

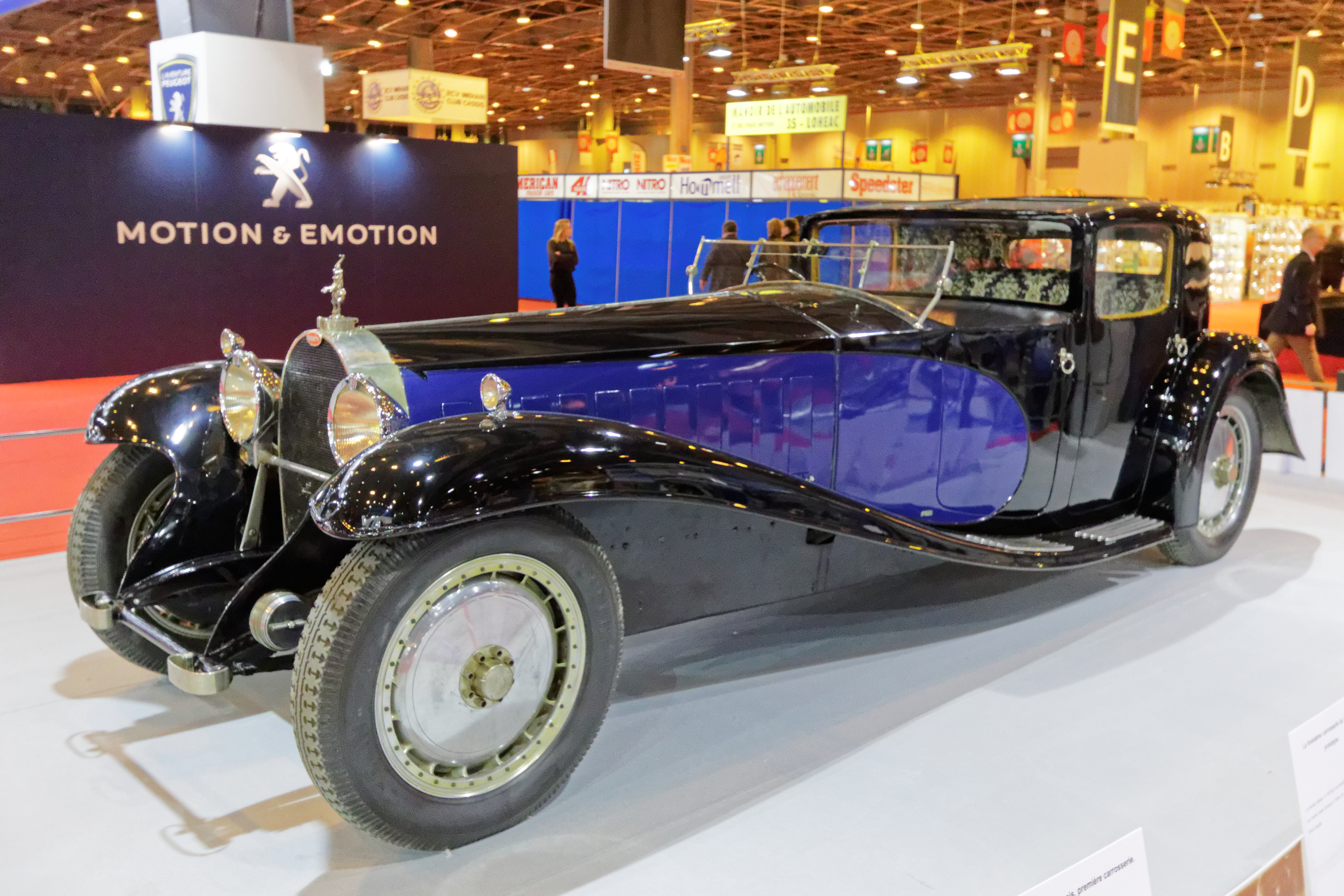
タイプ41ロワイヤル

創業者のエットーレ・ブガッティは1881年、イタリア・ミラノの芸術家一族の家に生まれた。若くして多くの自動車のエンジンの設計に携わったエットーレは1909年、当時ドイツ領（1919年〜1940年と1945年以降はフランス領）であったアルザス地方のモルスハイムに自らの名を冠した自動車会社「ブガッティ」を設立。自ら自動車の設計を手がけるようになり、高級クラスの市販車とグランプリレースで活躍し、知名度をあげた。
エットーレは多くのエンジンを設計し、レースではフランス・グランプリでの勝利に始まり、第1回から第3回までモナコグランプリ3年連続優勝、タルガ・フローリオでの優勝などの成績を残した。
その後、自動車生産と並行して気動車、飛行機の設計を行ったが、商業的に成功しなかった。1939年にはエットーレの息子、ジャン・ブガッティがレースカーのテスト中に事故死し、会社の業績も下向きとなった。さらに第二次世界大戦でモルスハイムの工場は破壊され、エットーレは1947年に他界した。
戦後はルヴァロワ工場で飛行機用エンジンを生産し、フランスの製造業社であるイスパノ・スイザに納入していたが、1963年に同社に吸収された。同年までにアトリエから生み出されたブガッティは、約7,800台強に過ぎないと推定されている｡ブガッティの名で最後に生産された車両は、1957年から1962年にかけて1台のみ生産されたプロトタイプスポーツカーのタイプ252であった。
1968年にはスネクマ（現・サフラン）に吸収され、現在はサフラングループ傘下のメッサー・ブガッティとして飛行機のブレーキやホイールを製作している。

### デザイン

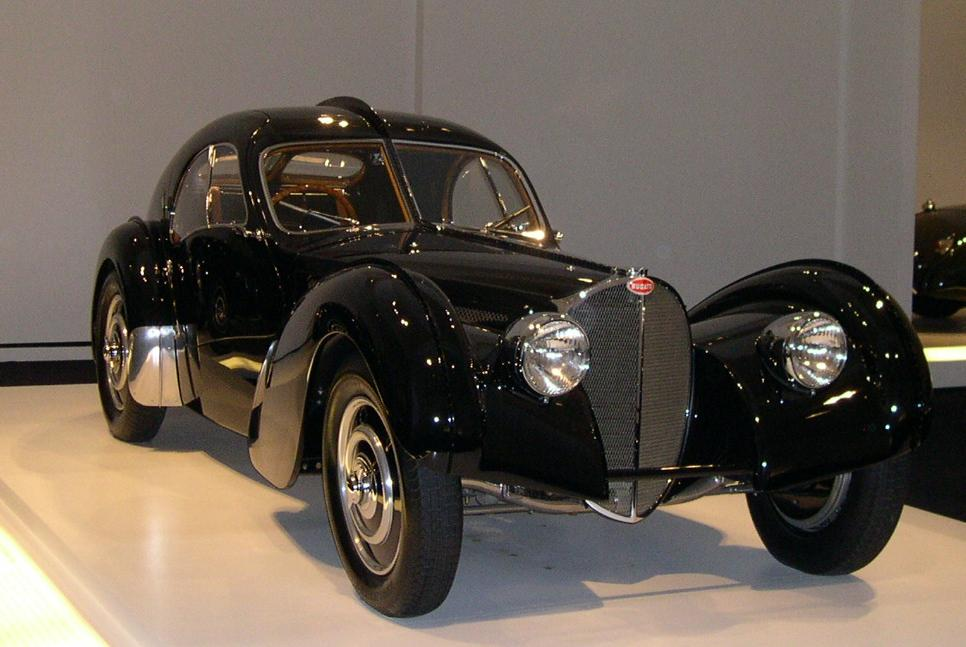
ジャン・ブガッティがデザインしたタイプ57SCアトランティーク・クーペの外観。服飾デザイナーのラルフ・ローレンは、この車を「おそらく世界で最も美しい」と評している。

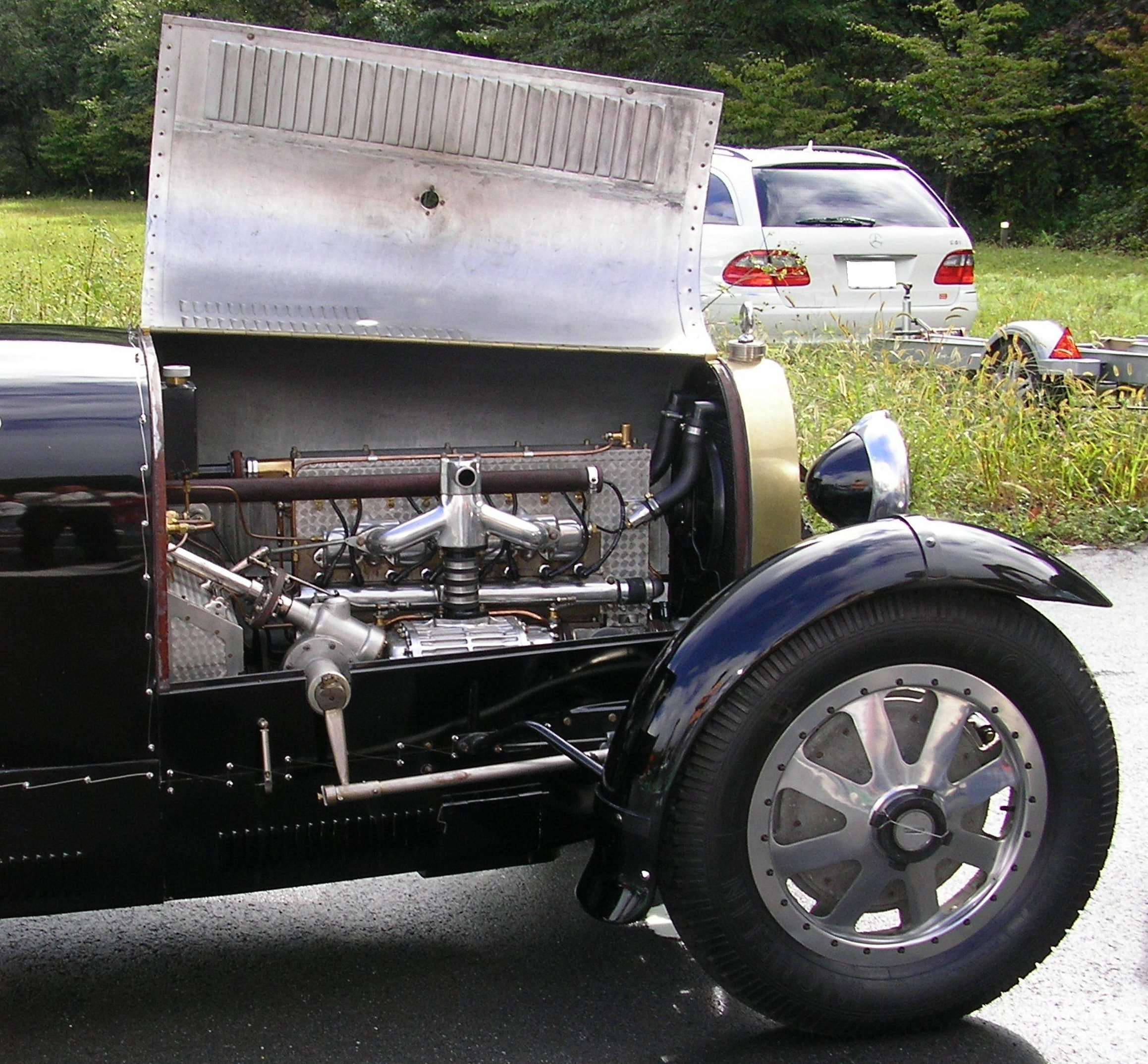
タイプ43のエンジンルームと8気筒エンジン。エットーレ・ブガッティの美意識に則り、当時のブガッティエンジンは通常ではあり得ないような直方体状の外観に仕立てられていた。

ブガッティのモデルはデザインに重点を置いていた。当時の高級車は、エンジンやシャシーなどのメカニズムのみを製造し、ボディ架装は専業のコーチビルダーに委ねるのが常套手段とされていたが、ブガッティではデザインからエットーレや息子のジャン自らが手がけ、製造もすべて自社で行うことを基本としていた。
エンジンブロックはガスケットによる密閉が不要なように、表面が平らになるように手作業で削られ、エンジンコンパートメントの露出面の多くにはギョーシェ仕上げが施されていた。 直方体のエンジン形状にこだわるため、レイアウトは直列4気筒もしくは直列8気筒に限定し、またヘッドの形がシンプルな直方体ではなくなるDOHCも極力排除した。安全ワイヤーは、ほとんどのファスナーに複雑に編み込まれたパターンで通されていた。多くのメーカーのようにスプリングをアクスルにボルトで固定するのではなく、ブガッティのアクスルはスプリングがアクスルの開口部を通過するように鍛造されていた。ラジエーターグリルは、父カルロが芸術面で楕円形を好んでいたことに影響を受け、1912年のタイプ13以降卵形のグリルを採用した。1924年のタイプ35からは、空力的な理由とフロントアクスルのレイアウトに自由度を与えるために馬蹄形のグリルが導入され、これがブガッティの象徴として継承されていった。
画家のアンドレ・ドランが「どんな芸術作品よりも、ブガッティは美しい」と述べると、マン・レイが深く頷いたという逸話があったり、パブロ・ピカソがブガッティのスクエアカット・アルミニウムエンジンを「最も美しい人工物」と評したともいわれている。
エットーレ自身は、ライバルであるベントレーにレースで敗れた際に「ムッシュ・ベントレーは世界一速いトラックをつくった」と負け惜しみの捨て台詞を吐いたこともある。

## ブガッティ・アウトモビリ

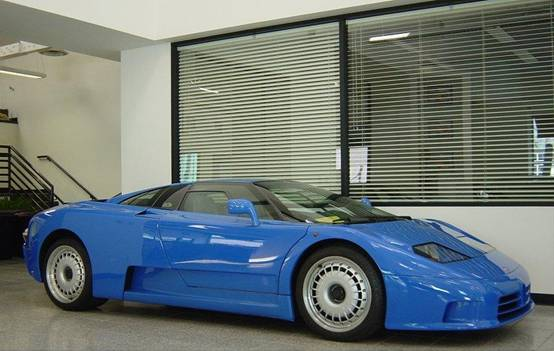
EB110 GT SS

1987年、イタリア人実業家のロマーノ・アルティオーリがブガッティの商標を手に入れ、イタリアのモデナにブガッティ・アウトモビリ（Bugatti Automobili S.p.A.）を設立。1989年には新生ブガッティの復活プランが発表され、1991年にEB110を発表、1993年にはセダン型のプロトタイプのEB112も発表した。当時日本で輸入元に選ばれたのはニコル・レーシング・ジャパンで、元レーシングドライバーの式場壮吉がブガッティの公式アドバイザーとなった。
EB110は3500cc V型12気筒エンジンに4基の石川島播磨重工業（現・IHIターボ）製ターボチャージャーを装備し、最高速度350 キロメートル毎時、0-100キロ加速は3.5秒。ドライブトレインをフルタイム4WDとしたスーパーカーである。当初マルチェロ・ガンディーニによるデザインでプロトタイプが製作されていたが、発表された生産型は自社によるデザインであった。一方、EB112はジウジアーロによるデザイン。ジウジアーロは、後に3台のコンセプトカー（EB118、EB218、EB18/3シロン）のデザインも行っている。
アルティオーリは1993年にロータスをゼネラルモーターズ（GM）から買収するなど、過大な投資のために財政破綻に陥り、ブガッティ・アウトモビリは1995年に倒産した。それに伴いEB110の生産も終了、総生産台数は154台であった。
その後、ブガッティの技術者たちはパガーニ・アウトモビリを設立、1999年にパガーニ・ゾンダを発売している。

## コレクション
フランス東部のミュルーズにある国立自動車博物館（Musée National de l'Automobile de Mulhouse）では、約100台以上のブガッティを収蔵している。
これらは、この地で繊維工場を営んでいたシュルンプ兄弟の私的なコレクションとして1960年代以降に収集されたものであった。1977年、繊維産業の不況に伴う従業員解雇に端を発する工場労働者の暴動が起こり、シュルンプはスイスに逃亡、コレクションは労働組合の手に渡った。その後1981年、フランスの国営団体に譲渡されて現在に至っている。